# Hunter
Hunter — метеорит-хондрит масою 74600 грам.